# Stary Zamek (Góry Izerskie)
Stary Zamek – grupa skałek w południowo-zachodniej Polsce, w Sudetach Zachodnich, w Górach Izerskich, na Grzbiecie Wysokim, na wysokości 890 m n.p.m.

## Położenie
Grupa skałek Stary Zamek położona jest w Sudetach Zachodnich, w południowo-wschodniej części Gór Izerskich, na północny zachód od Przełęczy Szklarskiej, około 4,2 km na północny zachód od Jakuszyc.
Skały stanowią rozległą na powierzchni kilkudziesięciu metrów grupę granitowych bloków skalnych na północno-zachodnim zboczu wzniesienia Kobyła, kilka metrów od szczytu. Grupę tworzą silnie zwietrzałe i spękane okazałe skały o kilkumetrowej wysokości zbudowane z waryscyjskich granitów porfirowatych. Skałki oraz całe boczne ramię Wysokiego Grzbietu znajduje się w obrębie granitoidowego masywu karkonoskiego powstałego w karbonie]. Skały swą nazwę zawdzięczają sylwetkom przypominającym ruiny zamku.

## Turystyka
Na szczyt w obręb skał nie prowadzą szlaki turystyczne.
- czerwony –  przechodzący zachodnim podnóżem szczytu  prowadzi z Orle do Chatki Górzystów.
- do grupy skałek prowadzi północno-zachodnim zboczem ścieżka z Kobylej Łąki.
- Ze skałek roztacza się rozległa panorama na Góry Izerskie.